# Sensiava longiseta
Sensiava longiseta is een eenoogkreeftjessoort uit de familie van de Diaixidae. De wetenschappelijke naam van de soort is voor het eerst geldig gepubliceerd in 2006 door Markhaseva & Schulz.